# Klaus Gietinger

Klaus Gietinger (2009)

Klaus Gietinger (* 28. Februar 1955 in Lindenberg im Allgäu) ist ein deutscher Buchautor, Drehbuchautor, Filmregisseur und Sozialwissenschaftler.

## Leben
Gietinger absolvierte ein Studium der Sozialwissenschaft an der Georg-August-Universität Göttingen mit dem Abschluss Diplom-Sozialwirt.
Nach Abitur und Zivildienst überzeugte er seine Freunde Leo Hiemer, Georg Veit und Fritz Günthner, bei Splatterversionen von Kinoklassikern mitzuwirken (so ‚Tarzan sieht rot‘ und ‚Der Meineidbauer‘, der 1977 beim Fest der jungen Filmer in Werl den ersten Preis gewann). Schließlich schlossen sich die Vier zur Westallgäuer Filmproduktion (WAF) zusammen.
Ein langer Spielfilm über den Allgäuer Bauernkrieg entstand (Lond it luck <lasst nicht locker>, 1979), der auf einer Tour durchs Allgäu Tausende von Zuschauern in Mehrzweckhallen und Hinterzimmer lockte, aber auch zu heftigen Diskussionen über die Nachwirkungen auf heutige Zustände führte.
Es folgten zwei radikale Kleine Fernsehspiele für das ZDF (Land der Räuber und Gendarmen, 1982 und Schwestern, 1983, zusammen mit Susanne Lob).
1984 entstand zusammen mit Leo Hiemer sein bekanntester Film Daheim sterben die Leut’, der, obwohl in westallgäuerischem Dialekt gedreht, mit Untertiteln versehen in der gesamten Republik ein Erfolg wurde und in seiner Heimatregion als „Kultfilm“ gilt. Nach 30 Jahren (2015) und kompletter Digitalisierung fand eine sehr erfolgreiche Wiederaufführung statt.
Er führte bei mehreren Folgen der Fernsehreihe Tatort Regie, für die er, wie auch für diverse andere Filme, das Drehbuch selbst verfasste.
Gietinger hat als Eisenbahnfan seit langem kein Auto mehr und nimmt seine Termine meist per Bahn wahr. Die Sanierungspläne und Stilllegungen der Deutschen Bahn betrachtet er auch in seinem Film Heinrich der Säger kritisch.

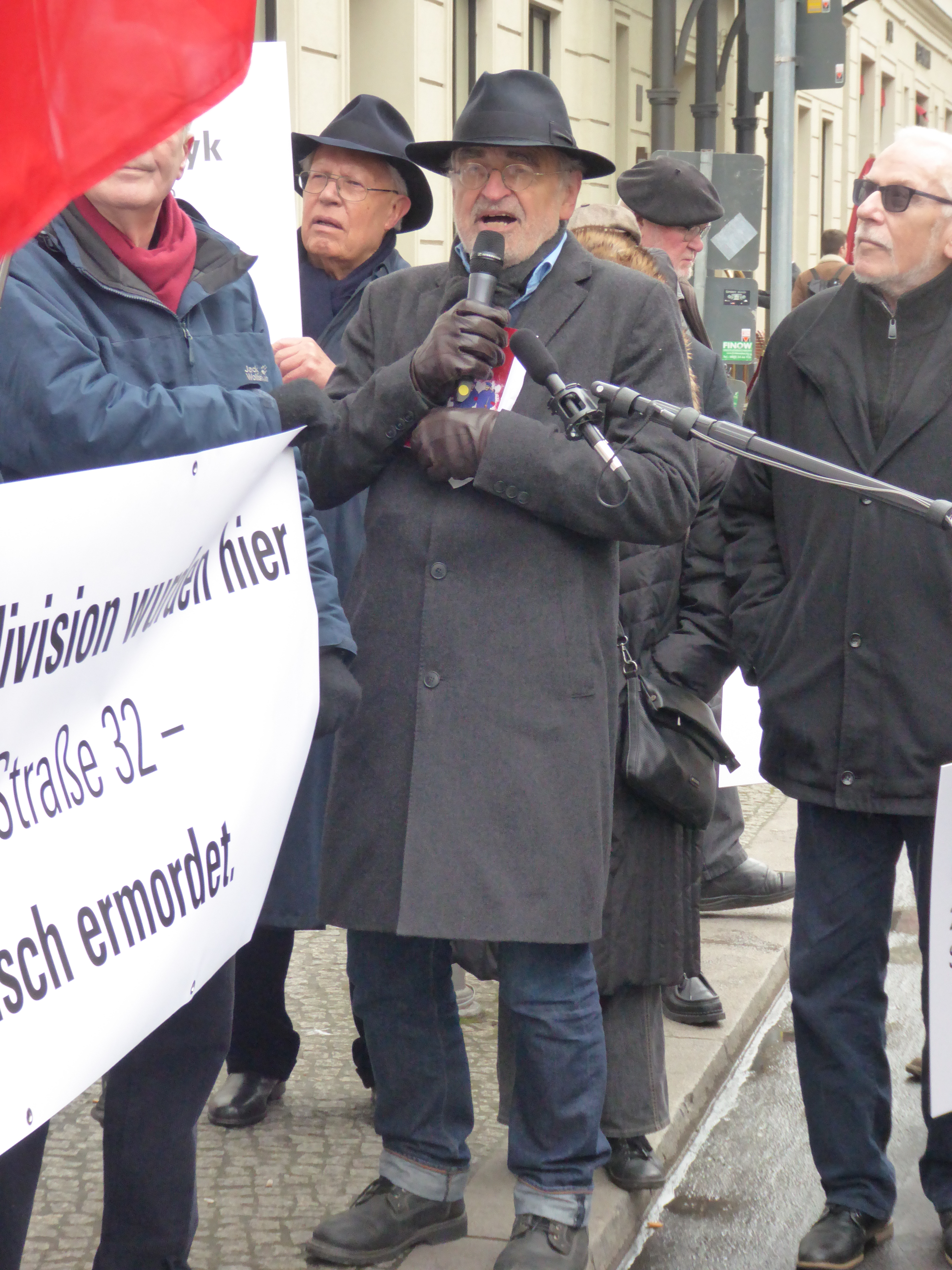
Klaus Gietinger bei der Gedenkveranstaltung für ermordete Volksmarine-Soldaten in der Französischen Straße 32 (Berlin) am 11. März 2019

Er recherchierte zu den Hintergründen der Ermordung von Rosa Luxemburg. Seine These ist dabei, dass dieser politische Mord, wie auch der an Karl Liebknecht, mit Billigung des Oberbefehlshabers Gustav Noske (SPD) erfolgte. Gietinger stützt sich dabei auf Aussagen von Waldemar Pabst. In weiteren politischen Texten arbeitete er das Thema des Aufstands und der Niederschlagung des Kronstädter Matrosenaufstands durch die russischen Bolschewiki auf. Sein Buch Totalschaden. Das Autohasserbuch führte zu diversen Auftritten in Talkshows. Sein Buch 99 Crashes erzählt vom Unfalltod berühmter Persönlichkeiten und ist eine Absage an diverse Verschwörungstheorien.
2008–2012 verfasste er mit dem Drehbuchautor und Regisseur Bernd Fischerauer zehn historische Fernsehspiele für BR-alpha, produziert von der Tellux-Film München. Außerdem führt Gietinger seit zehn Jahren auch Regie bei zahlreichen Folgen der Kinderserie Löwenzahn (ZDF). 2016 war die TV-Premiere seines langen Dokumentarfilms über Hitlers Mein Kampf (mit Douglas Wolfsperger, Produktion Tellux/ARD-Alpha).
Infolge seines 2017 ausgestrahlten Films Wie starb Benno Ohnesorg äußerte der Berliner Justizsenator Dirk Behrendt im TAZ-Interview, dass die darin aufgeführten Beweise darauf schließen lassen, dass die Erschießung von Benno Ohnesorg am 2. Juni 1967 Mord war.
Anlässlich des 100. Jahrestages der Ermordung von Rosa Luxemburg und Karl Liebknecht am 15. Januar 2019 hat er sein Buch Eine Leiche im Landwehrkanal – Die Ermordung der Rosa Luxemburg überarbeitet und hält dazu im gesamten Bundesgebiet Vorträge.
Gietinger schrieb auch in den Tageszeitungen Der Westallgäuer, Frankfurter Rundschau, junge Welt, Neues Deutschland, sowie für Lunapark21, Welt am Sonntag und Die Zeit.

## Filmografie
Regie
- 1979: Lond it luck (Allgäuer Mundart, übersetzt: „Lasst nicht locker“)
- 1982: Land der Räuber und Gendarmen (auch Drehbuch)
- 1982: Schwestern (ZDF-Fernsehspiel)
- 1984: Daheim sterben die Leut’ (in Westallgäuer Mundart) (auch Drehbuch)
- 1987: Schön war die Zeit (auch Drehbuch)
- 1987: Die Enkel von Annaberg (auch Drehbuch)
- 1993–1995: Schwarz greift ein (Fernsehserie)
- 1995: Der Fischerkrieg (auch Drehbuch)
- 1996: Singles (Fernsehserie)
- 1997: Die Rollmöpse (Zeichentrickfilm)
- 1998: Tatort – Gefährliche Zeugin (TV-Reihe) (auch Drehbuch)
- 1998: Tatort – Der Tod fährt Achterbahn (TV-Reihe) (auch Drehbuch)
- 1998: SAR – Rettungsflieger (Fernsehserie)
- 1999: Tatort – Mord am Fluss (TV-Reihe)
- 2000: Heirate mir!
- 2000: Heinrich der Säger (auch Drehbuch)
- 2000: Tatort – Unschuldig (TV-Reihe) (auch Drehbuch)
- 2003: Fliege kehrt zurück (TV)
- 2004: Fliege hat Angst (TV)
- 2004: Tatort – Janus (TV-Reihe)
- 2005: Rotkäppchen (TV)
- 2005: Die Reblaus
- 2007–2016: Löwenzahn, über 40 Folgen
- 2013: Eugen Bolz Dokumentarfilm
- 2016: Mein Kampf – Programm eines Massenmörders (langer Dokumentarfilm, TV, ARD-alpha/BR)
- 2017: Wie starb Benno Ohnesorg? - Der 2. Juni 1967, Dokumentarfilm, zus. mit Margot Overath und Uwe Soukup, RBB.[3]
- 2018: Lenchen Demuth und Karl Marx, Dokudrama über die berühmteste Haushälterin der Welt, SR.
- 2023: Germans to the Front (Kurzfilm)
- 2022: Das Trojanische Pferd: Stuttgart 21 (Dokumentarfilm)[4]
- 2024: Monumente des Krieges - und das Wesen des Deutschseins (Dokumentarfilm)

Drehbuch
- 1992: Probefahrt ins Paradies
- 2001: Heirate mir!
- 2009: Hitler vor Gericht
- 2010: Der Staat ist für den Menschen da
- 2010: Gewaltfrieden I und II
- 2011: Konterrevolution – Der Kapp-Lüttwitz-Putsch 1920
- 2011: Die Machtergreifung
- 2011: Der Weg zur Macht
- 2011: Europas letzter Sommer
- 2012: Die Reichsgründung
- 2012: Die nervöse Großmacht
- 2016: Revoluzzer
- 2016: Mein Kampf
- 2017: Wie starb Benno Ohnesorg
- 2018: Lenchen Demuth und Karl Marx

## Publikationen (Auswahl)

### Sachbücher
- Eine Leiche im Landwehrkanal – Die Ermordung der Rosa L. Decaton Verlag, Mainz 1993. Erweiterte und überarbeitete Neuauflage unter dem Titel Eine Leiche im Landwehrkanal – Die Ermordung der Rosa Luxemburg. Nautilus, Hamburg 2009, ISBN 978-3-89401-593-0.
- Inselkrimi Bahnhof Lindau: Vom Aufbruch zum Abbruch. 150 Jahre Ludwig Süd-Nord-Bahn. (mit Winfried Wolf u. a.), 2004
- Der Tod auf der Straße findet in den Massenmedien nicht statt. In Martina Thiele: Konkurrenz der Wirklichkeiten: Wilfried Scharf zum 60. Geburtstag. Universitäts-Verlag Göttingen, Göttingen 2005, ISBN 978-3-938616-23-9, S. 43–54; Digitalisat.
- Der Konterrevolutionär. Waldemar Pabst – eine deutsche Karriere. 2009, ISBN 978-3-89401-592-3. Rezension hier:[5]
- Totalschaden. Das Autohasserbuch. 2010, ISBN 978-3-938060-47-6.
- 99 Crashes – Prominente Unfallopfer. 2014, ISBN 978-3-86489-073-4
- Die Kommune von Kronstadt. 2011, ISBN 978-3-00-033811-3
- Chapeau – Das Westallgäu behütet die Welt. Die Geschichte der Hutproduktion in Lindenberg und Umgebung. Mit Georg Grübel und Manfred Röhrl, Kunstverlag Josef Fink, Lindenberg 2015, ISBN 978-3-89870-875-3.
- mit Winfried Wolf: Der Seelentröster. Wie Christopher Clark die Deutschen von der Schuld am Ersten Weltkrieg befreit. Schmetterling, Stuttgart 2017, ISBN 3-89657-476-0.
- November 1918 − der verpasste Frühling des 20. Jahrhunderts. Vorwort Karl Heinz Roth, Nautilus, Hamburg 2018, ISBN 978-3-96054-075-5.
- Klaus Gietinger: Blaue Jungs mit roten Fahnen. Die Volksmarinedivision 1918/19. Unrast Verlag, Münster 2019, ISBN 978-3-89771-263-8.
- Vollbremsung – Warum das Auto keine Zukunft hat und wir trotzdem weiterkommen. Westend, Frankfurt/Main 2019, ISBN 978-3-86489-280-6.
- Kapp-Putsch. 1920 – Abwehrkämpfe – Rote-Ruhrarmee. Schmetterling, Stuttgart 2020, ISBN 3-89657-177-X.
- als Herausgeber: Karl Liebknecht oder: Nieder mit dem Krieg, nieder mit der Regierung! Dietz Verlag, Berlin 2021, ISBN 978-3-320-02387-4.
- mit Norbert Kozicki: Freikorps und Faschismus. Lexikon der Vernichtungskrieger. Schmetterling Verlag, Stuttgart 2022, ISBN 3-89657-044-7.

### Fiktionale Literatur
- Unser Weltmeister. Roman. 2014, ISBN 978-3-87164-183-1
- Karl Marx, die Liebe und das Kapital. Roman. Westendverlag, Frankfurt 2018, ISBN 978-3-86489-204-2.

### Zeitungs- und Zeitschriftenartikel
- Der Tod hat einen Motor. In: Die Zeit, 13. Januar 2003.
- Doppelmord nach Plan. Vor 85 Jahren wurden Rosa Luxemburg und Karl Liebknecht mit Billigung der SPD-Führung ermordet. In: Junge Welt, 15. Januar 2004.
- Paul Wieczorek – Neues über den ersten Kommandanten der Volksmarinedivision, in Arbeit – Bewegung – Geschichte, Heft I/2019, S. 41–60.

## Auszeichnungen
- Hessischer Filmpreis für das Drehbuch zu Die Rollmöpse
- Nominierung Deutscher Filmpreis/Bester Spielfilm 1986 für Daheim sterben die Leut'
- Spezialpreis der Jury des A-Filmfestivals in Gijón für Schön war die Zeit (Spanien 1989)
- Umweltpreis für Mobil ohne Auto 1993
- Westallgäuer Kulturpreis (2007 zusammen mit Leo Hiemer)
- Umweltpreis Karlsbad (Tschechien) für Löwenzahn -Durstig in Bärstadt (2009)
- Kulturpreis der Stadt Lindenberg/Allgäu (2013)
- Deutscher Hörfilmpreis der Jury für Löwenzahn – Geld, der schlaue Tausch (2017)
- Der Film Wie starb Benno Ohnesorg war für den Grimme-Preis 2018 nominiert